# Iker Casillas
Iker Casillas Fernández (* 20. května 1981, Móstoles) je bývalý španělský fotbalový brankář a reprezentant. Jeho posledním klubem bylo FC Porto.
Za španělský národní tým odchytal více než 160 zápasů.

## Klubová kariéra
Už v 17 letech dostal první nabídku do A-týmu na zápas Ligy mistrů s Rosenborgem, ale odmítl a pokračoval Realu Madrid C. Má smlouvu s Realem Madrid do roku 2019. Některými odborníky je považován za jednoho z nejlepších gólmanů v historii fotbalu. Je znám díky svým dalekým skokům (proto přezdívka Cat – kočka) a skvělému reflexu. V roce 2002 nastoupil do finále Ligy mistrů v Glasgowě až jako náhradník za zraněného Césara a pár minut před koncem předvedl tři vynikající zákroky na brankové čáře. Pár dní na to byl povolán do španělské reprezentace. Od té doby byl v Realu Madrid jasnou jedničkou. V Realu Madrid se sice střídali trenéři jako na běžícím pásu, ale pro všechny byl Iker jedničkou. Až za Josého Mourinha dostával méně příležitostí. V roce 2013 v zápase proti Valencii CF se zranil (při střetu mu zlomil ruku Álvaro Arbeloa; při zmatku chtěl Iker skočit po míči, Álvaro ho chtěl odkopnout, ale kopl Casillase do ruky). Real Madrid šokoval čas zranění (až 12 měsíců). Náhradní brankář Antonio Adán nebyl považován za dostatečnou náhradu, proto do Realu přišla posila Diego López Rodríguez.
Ligový titul v sezóně 2013/14 sice nezískal (vyhrálo jej Atlético Madrid), ale stal se vítězem Copa del Rey a Ligy mistrů UEFA po finálové výhře 4:1 po prodloužení v derby právě nad Atléticem Madrid. Při prvním inkasovaném gólu (hlavičkoval Diego Godín) chyboval, špatně vyběhl.
Novou sezónu zahájil jistým výkonem v Superpoháru UEFA, kdy udržel čisté konto a mohl slavit další titul ve své bohaté kariéře. V nové sezóně 2014/15 mu konkurenci nedělal Diego López, který odešel do AC Milán, ale objev Mistrovství světa 2014 Kostaričan Keylor Navas. Během ní také odehrál svůj 700. zápas za Real.
Dne 11. července 2015 Casillas opustil po 25 letech Real Madrid a přestoupil do FC Porto.
Další roky strávil v Portu, ale poté co jej přímo při utkání postihl infarkt, byl nucen ukončit kariéru. Ve své závěrečné sezóně 2019/20 získal titul mistra Portugalska a měl namířeno zpátky do Realu Madrid v roli zaměstnance klubu.

## Reprezentační kariéra
V A-mužstvu Španělska přezdívaném La Furia Roja debutoval 3. 6. 2000 v Goteborgu v přípravném zápase proti domácímu týmu Švédska (remíza 1:1).
Ve španělské reprezentaci působil delší dobu jako náhradník tehdejší jedničky Santiago Cañizarese, známým se stal zejména díky svému působení na Mistrovství světa ve fotbale 2002 a EURU 2004.
S reprezentací vyhrál Casillas dvakrát Mistrovství Evropy (EURO 2008, 2012) a jednou Mistrovství světa (2010).
Zlatá španělská generace s propracovanou technikou tiki-taka ale na Mistrovství světa 2014 v Brazílii tvrdě narazila, Španělé jakožto obhájci titulu vypadli po dvou porážkách a jedné výhře již v základní skupině B. Casillas během dvou zápasů inkasoval 7 gólů, což je o jeden více než na MS 2010, EURO 2008 a 2012 dohromady, kdy při všech třech úspěších na závěrečných turnajích ve vyřazovací části ani jednou neinkasoval! Ve všech případech vyhrál Zlatou rukavici. Ve španělské reprezentaci byl po odchodu Raúla kapitánem.
Trenér Vicente del Bosque jej nominoval na EURO 2016 ve Francii, kde byli Španělé vyřazeni v osmifinále Itálií po porážce 0:2. Na šampionátu byl náhradním gólmanem a neodchytal ani minutu, brankářskou jedničkou byl David de Gea.

## Rodina
Se svojí partnerkou Sarou Carbonerovou mají syny Martína Casillase Carbonero (nar. 2014) a Lucase Casillase Carbonero (nar. 2016). V roce 2021 pár oznámil rozchod.

## Úspěchy

### Klubové
Real Madrid
- 5× vítěz Primera División: (2001, 2003, 2007, 2008, 2012)
- 2× vítěz Copa del Rey: (2011, 2014)
- 3× vítěz Ligy mistrů: (2000, 2002, 2014)
- 4× vítěz španělského Superpoháru: (2001, 2003, 2008, 2012)
- 1× vítěz Interkontinentálního poháru: (2002)
- 2× vítěz evropského Superpoháru: (2002, 2014)
- 1× vítěz MS klubů: (2014)[3]

FC Porto
- 2× vítěz Primeira Ligy: (2017/18, 2019/20)

### Reprezentační
- 1× vítěz mistrovství světa: (2010)
- 2× vítěz mistrovství Evropy: (2008, 2012)
- 1× vítěz mistrovství světa do 20 let: (1999)

### Individuální
- 5× nejlepší brankář světa podle IFFHS: (2008, 2009, 2010, 2011, 2012)
- 1× vítěz Zamorovy trofeje: (2008)
- 2× nejlepší brankář mistrovství Evropy: (2008, 2012)
- 1× nejlepší brankář mistrovství světa: (2010)
- 4× člen FIFA/FIFPro světové 11 (2008, 2009, 2010, 2011)
- 1× nejlepší hráč Evropy do 21 let: (2000)